# Mauritz Strömbom
Gustaf Mauritz Strömbom, född 21 oktober 1893 i Klara församling, Stockholm, död 4 mars 1967 på samma ort i Hedvig Eleonora församling, var en svensk skådespelare.

## Filmografi (urval)
- 1946 – Djurgårdskvällar
- 1946 – Eviga länkar
- 1947 – Folket i Simlångsdalen
- 1948 – Soldat Bom
- 1949 – Sven Tusan
- 1949 – Bohus Bataljon
- 1949 – Sjösalavår
- 1950 – Ung och kär
- 1952 – Trots
- 1952 – Eldfågeln
- 1953 – Dumbom
- 1956 – Den hårda leken
- 1956 – Sceningång
- 1957 – Vägen genom Skå
- 1958 – Jazzgossen
- 1959 – Med mord i bagaget
- 1960 – Domaren

## Teater

### Roller
| År   | Roll                   | Produktion                                        | Regi             | Teater                  |
| ---- | ---------------------- | ------------------------------------------------- | ---------------- | ----------------------- |
| 1950 | En annan överkonstapel | Tokiga grevinnan Jean Giraudoux                   | Olof Molander    | Dramaten                |
| 1953 |                        | Hans nåds testamente Hjalmar Bergman              | Sandro Malmquist | Skansens friluftsteater |
| 1962 | Andre bäraren          | Patrasket Hjalmar Bergman                         | Stina Bergman    | Stockholms stadsteater  |
| 1963 | Pers Kristoffer m. fl. | Lax, lax, lerbak Alf Henrikson                    | Carl Johan Ström | Stockholms stadsteater  |
| 1964 | Konstapel II           | Tolvskillingsoperan Kurt Weill och Bertolt Brecht | Hans Dahlin      | Stockholms stadsteater  |

### Fotnoter
1. ↑  ”Mauritz Strömbom”. Svensk Filmdatabas. http://sfi.se/sv/svensk-filmdatabas/Item/?type=PERSON&itemid=62589&iv=OVERVIEW. Läst 18 augusti 2012.
2. ↑  ”Skansenteatern”. Leopolds antikvariat. Arkiverad från originalet den 28 mars 2016. https://web.archive.org/web/20160328020221/http://www.abm.se/leopolds/Skansenteatern.html. Läst 19 mars 2016.